# Сумска област
Сумска област (на украински: Сумська область) е една от 24-те области на Украйна. Площ 23 832 km² (16-о място по големина в Украйна, 3,95% от нейната площ). Население на 1 януари 2019 г. 1 077 784 души (18-о място по население в Украйна, 2,5% от нейното население). Административен център град Суми. Разстояние от Киев до Суми 350 km

## Историческа справка
С изключение на 6 града (Бурин, Ворожба, Дружба, Середина Буда, Тростянец и Шостка), които са признати за такива по време на съветската власт в периода от 1924 до 1964 г., всички останали градове с областта са утвърдени за такива преди това.
- Путивъл – 1146 г. (първо споменаване в историческите източници като град, има сведения че градът е съществувал още от 11 век)
- Глухов – 1152 г. (първо споменаване в историческите източници като град)
- Кролевец – 1601 г.
- Конотоп – 1648 г.
- Лебедин – 1655 г.
- Белополе – 1672 г.
- Ахгирка – 1703 г. (основан през 1652 г. и до 1654 г. се нарича Нови Ахтирски городок)
- Суми – 1780 г. (основан през 1652 г.)
- Ромни – 1781 г. (основан през 1095 г. като отбранителен пункт)

От XVII век югоизточната част от областта е в границите на Слободска Украйна. Сумска област е образувана на 10 януари 1939 г. от северозападните райони на голямата тогавашна Харковска област и от тогава съществува в съвременните си граници.

## Географска характеристика
Сумска област е разположена североизточната част на Украйна. На север, североизток и изток граничи с Русия, на югоизток – с Харковска област, на юг – с Полтавска област, и на запад – с Черниговска област. В тези си граници заема площ от 23 832 km² (16-о място по големина в Украйна, 3,95% от нейната площ). Дължина от север на юг 248 km, ширина от запад на изток 150 km.
По-голямата част от територията на Сумска област се заема от обширната Приднепровска низина, крайната ѝ северна част попада в пределите на Полеската низина, а на изток и североизток навлизат крайните югозападни разклонения на Средноруското възвишение. Повърхнината ѝ представлява хълмиста равнина, силно разчленена от широки речни долини, оврази и суходолия с максимална височина 226 m (51°32′40″ с. ш. 33°44′35″ и. д. / 51.544444° с. ш. 33.743056° и. д., на 4 km източно от село Ярославец в Кролевецки район).
Климатът е умерено континентален със сравнително умерено студена зима и умерено горещо лято. Средна януарска температура от -7,9 °C на север до -7,1 °C на югозапад, средна юлска от 18,4 °C на север до 19,9 °C на югоизток. Годишната сума на валежите варира от 550 – 600 mm на север до 450 mm на юг, с максимум през летния период. Продължителността на вегетационния период (минимална денонощна температура 5 °C) е 144 – 161 денонощия.
Цялата територия на областта попада във водосборния басейн на река Днепър и реките протичащи през нея са основно леви притоци. По значителните са: Десна (с левия си приток Сейм), Сула, Псьол (с Хорол и Ворскла. По долините на реките има множество езера – старици и са изградени десетки, предимно малки язовири.
В южната лесостепна част на областта преобладават черноземните почви (малохумусните типични леко- и среднооподзолени черноземи), а в северната полеска част – ливадно-подзолистите почви. Горите и храстите заемат 17% от територията на областта, като на север преобладават смесените гори (бор, бреза, дъб), а в централните и южни райони – единични островни гори, съставени предимно от липа, клен, ясен и по-рядко дъб. С малки изключения почти целите степни пространства представляват обработваеми земи. Животинският свят е разнообразен. На север са разпространени представители на горската фауна – вълк, лос, хермелин, белка, тетерев, глухар и др., а в лесостепните райони – лисица, заек, обикновен хамстер, сива гъска, полска и степна чучулига и др.

## Население
На 1 януари 2019 г. населението на Сумска област област е наброявало 1 077 784 души (2,5% от населението на Украйна). Гъстота 45,22 души/km². Градско население 67,94%. Етнически състав: украинци 88,84%, руснаци 9,38%, беларуси 0,333%, цигани 0,11% и др.

## Административно-териториално деление
В административно-териториално отношение Сумска област се дели на 7 областни градски окръга, 18 административни района, 15 града, в т.ч. 7 града с областно подчинение и 8 града с районно подчинение, 20 селища от градски тип и 2 градски района в град Суми.
| Административна единица | Площ (km²) | Население (2017 г.) | Административен център | Население (2017 г.) | Разстояние до Суми (в km) | Други градове и сгт с районно подчинение |
| ----------------------- | ---------- | ------------------- | ---------------------- | ------------------- | ------------------------- | ---------------------------------------- |
| Областен градски окръг  |            |                     |                        |                     |                           |                                          |
| 1. Ахтирка              | 30         | 50 036              | гр. Ахтирка            | 47 971              | 80                        |                                          |
| 2. Глухов               | 84         | 35 768              | гр. Глухов             | 33 478              | 146                       |                                          |
| 3. Конотоп              | 44         | 96 365              | гр. Конотоп            | 87 099              | 127                       |                                          |
| 4. Лебедин              | 10         | 29 569              | гр. Лебедин            | 25 636              | 47                        |                                          |
| 5. Ромни                | 29         | 49 935              | гр. Ромни              | 40 316              | 104                       |                                          |
| 6. Суми                 | 95         | 294 852             | гр. Суми               | 266 600             | -                         |                                          |
| 7. Шостка               | 44         | 87 200              | гр. Шостка             | 75 115              | 180                       |                                          |
| Административен район   |            |                     |                        |                     |                           |                                          |
| 1. Ахтирски             | 1287       | 26 292              | гр. Ахтирка            |                     | 80                        | Чупаховка                                |
| 2. Белополски           | 1443       | 49 997              | гр. Белополе           | 16 152              | 45                        | гр. Ворожба, Николаевка, Уляновка        |
| 3. Бурински             | 1100       | 24 437              | гр. Бурин              | 8591                | 88                        |                                          |
| 4. Великописаревски     | 831        | 18 213              | сгт Великая Писаревка  | 4258                | 90                        | Кириковка                                |
| 5. Глуховски            | 1661       | 22 533              | гр. Глухов             |                     | 146                       | Есман, Шалигино                          |
| 6. Конотопски           | 1667       | 27 798              | гр. Конотоп            |                     | 127                       | Дубовязовка                              |
| 7. Краснополски         | 1350       | 28 328              | сгт Краснополе         | 8165                | 43                        | Угроеди                                  |
| 8. Кролевецки           | 1284       | 37 896              | гр. Кролевец           | 23 125              | 145                       |                                          |
| 9. Лебедински           | 1542       | 19 490              | гр. Лебедин            |                     | 47                        |                                          |
| 10. Липоводолински      | 822        | 18 550              | сгт Липовая Долина     | 5141                | 91                        |                                          |
| 11. Недригайловски      | 1036       | 24 169              | сгт Недригайлов        | 5511                | 72                        | Терни                                    |
| 12. Путивълски          | 1103       | 27 413              | гр. Путивъл            | 15 643              | 101                       |                                          |
| 13. Ромнински           | 1859       | 32 669              | гр. Ромни              |                     | 104                       |                                          |
| 14. Серединобудски      | 1123       | 15 854              | гр. Середина Буда      | 7115                | 210                       | Зноб-Новгородское                        |
| 15. Сумски              | 1855       | 62 978              | гр. Суми               |                     | -                         | Низи, Степановка, Хотен                  |
| 16. Тростянецки         | 1048       | 34 739              | гр. Тростянец          | 20 238              | 60                        |                                          |
| 17. Шосткински          | 1219       | 19 827              | гр. Шостка             |                     | 180                       | Воронеж                                  |
| 18. Ямполски            | 943        | 22 874              | сгт Ямпол              | 4492                | 178                       | гр. Дружба, Свеса                        |